# Tadeáš z Edessy
Svatý Tadeáš z Edessy či Mar Addai je jeden ze 70 učedníků Ježíše Krista. Někdy je ztotožňován se svatým Judou Tadeášem. Je považován za prvního biskupa Edessy.

## Život
Podle východního křesťanství byl židem narozeným v Edesse. Jednou odešel na slavnost do Jeruzaléma a slyšel kázání sv. Jana Křtitele. Poté byl Janem pokřtěn v řece Jordán, zůstal na území Palestiny a stal se následovníkem Ježíše, který jej vybral jako jednoho ze 70 společníků.
Po Letnicích a Nanebevstoupení Páně začal kázat v Mezopotámii, Sýrii a Persii. V Edesse světil kněze a nechal postavit kostel.
Jeho svátek se slaví 5. srpna.